# Nova Easygro (manzana)
Nova Easigro es una  variedad cultivar de manzano (Malus domestica).
Una variedad de manzana que sus parentales de procedencia son 'Spartan' x 'PRI 565'. Desarrollado en 1956 por los doctores LE Aalders y DF Dayton en el "Kentville Research and Development Centre") en Kentville, Nueva Escocia (Canadá). Las frutas tienen una pulpa de color blanca, con textura de grano medio, firme y crujiente, con sabor algo jugoso y moderadamente dulce. Tolera las zonas de rusticidad según el departamento USDA, de nivel 4.

## Sinonimia
- "Easy Grow",
- "Nova Easy Grow",
- "Nova Easigro".

## Historia
'Nova Easigro' variedad de manzana que procede del cruce de Parental-Madre 'Spartan' x el polen de Parental-Padre de 'PRI 565' (plántula resistente a la sarna del manzano con acervo genético de 'Geeveston Fanny', 'Jefferies', y 'Wealthy'). Desarrollado en 1956 por los doctores LE Aalders y DF Dayton en el  "Kentville Research and Development Centre") en Kentville, Nueva Escocia (Canadá). Introducido en los circuitos comerciales y nombrado en 1971.
'Nova Easigro' está cultivada en diversos bancos de germoplasma de cultivos vivos, tales como en National Fruit Collection (Colección Nacional de Fruta) de Reino Unido con el número de accesión: 1974-269 y Nombre Accesión : Nova Easigro.

## Características
'Nova Easigro' árbol de porte erguido, moderadamente vigoroso. Empieza a tener crías y produce cosechas anualmente. Sin embargo, necesita un aclareo anual para mantener el tamaño de la fruta. Tiene un tiempo de floración que comienza a partir del 8 de mayo con el 10% de floración, para el 12 de mayo tiene una floración completa (80%), y para el 20 de mayo tiene un 90% de caída de pétalos.
'Nova Easigro' tiene una talla de fruto de medio a grande, con una altura promedio de 66,70 mm y un ancho promedio de 78,21 mm; forma oblonga, con la corona de débil a media, con nervaduras débiles; epidermis lisa con color de fondo amarillo verdoso con sobre color que cubre más de tres cuartos con rayas rojas y rubor rojo oscuro brillante, lenticelas pálidas y débiles, ruginoso-"russeting" (pardeamiento áspero superficial que presentan algunas variedades) bajo; cáliz de tamaño pequeño y parcialmente abierto, se encuentra en una cuenca calicina profunda, y estrecha; pedúnculo de longitud corto y calibre robusto, que se encuentra en una cavidad estrecha y algo profunda, rodeada de rayos de ruginoso-"russeting" que se extienden sobre el hombro, y a menudo, sobre la cara de la fruta; pulpa color blanca, con textura de grano medio, firme y crujiente, con sabor algo jugoso y moderadamente dulce.
Su tiempo de recogida de cosecha se inicia a mediados de octubre. Algo agrio cuando se recolecta por primera vez, pero se suaviza con el almacenamiento. Se conserva bien hasta cuatro meses en cámara frigorífica.

## Usos
Se usa más comúnmente como postre fresco de mesa, y en cocina.

## Ploidismo
Diploide. Autofértil. Grupo de polinización : C, Día de polinización: 8.

## Susceptibilidades
'Nova Easigro' es muy resistente a la sarna del manzano, y la herrumbre, resistente al fuego bacteriano.